# 2977 Чівіліхін
2977 Чівіліхін (2977 Chivilikhin) — астероїд головного поясу, відкритий 19 вересня 1974 року.
Тіссеранів параметр щодо Юпітера — 3,291.